# Contea di Heard
La contea di Heard, in inglese Heard County, è una contea dello Stato della Georgia, negli Stati Uniti. La popolazione al censimento del 2000 era di 11 012 abitanti. Il capoluogo di contea è Franklin.

## Comuni
La town di Corinth ha perso lo status di incorporated community dal 1º maggio 2000.
- Centralhatchee - town
- Ephesus - town
- Franklin - city

### Altre località
- Corinth - unincorporated community[2]
- Glenn - unincorporated community
- Houston - unincorporated community